# 岸防舰

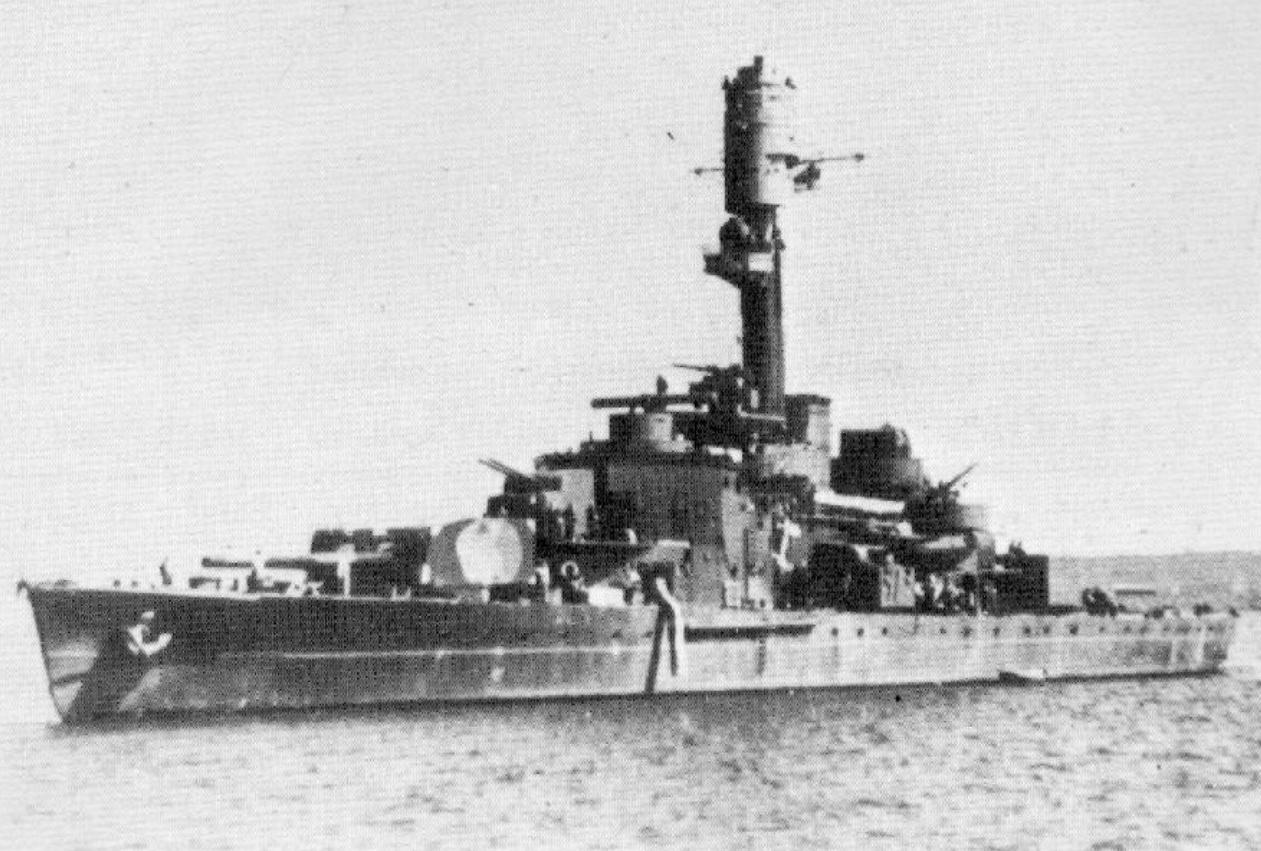
芬蘭海軍岸防舰萬奈摩寧號，属于岸防舰晚期的舰只。本舰1947年转交予苏联后一直服役到1966年

岸防舰或称岸防战舰，是一类主要用于沿岸防御的军舰，大多建造于1860年至1920年之间。岸防舰大多只有巡洋舰级别的体积，以牺牲航速和续航能力为代价，换取更好的装甲防护和火力。

## 概述
岸防舰有别于早期的浅水重炮舰，采用了比较高的干舷设计，通常航速都能比浅水重炮舰要高，而且也配备有副武器。其中部分岸防舰还安装有带炮郭防护的火炮（相对的，浅水重炮舰的火炮都安装在炮塔内）。岸防舰的吨位一般都不大，在1500到8000吨之间，与巡洋舰相仿。
岸防舰无论建造方式还是外形都与前無畏艦相似，看起来就像是缩小版的前無畏艦。因此岸防舰比起同等大小的巡洋舰以及炮舰等舰艇有着更好的防护水平；通常配备有2-4门主火炮，以及若干口径小一些的副武器。其火炮一般安装在炮塔或者炮郭内。
很多国家由于无力购置真正的战列舰，或者是认为只需要一些吃水较浅的军舰就足以保障本国沿岸地区，从而选择使用岸防舰。北歐各国以及泰国因为本国有着漫长的海岸线以及众多岛屿，对廉价的岸防舰特别青睐有加。有少量的岸防舰能遂行有限的远洋任务；有一些则是用于内河行动之中。
在实际运用中，岸防舰一般都是当作可移动的岸防炮台使用，而不会像远洋海军的舰只那样，用来参与争夺制海权和组成战列线。大部分岸防舰都在第一次世界大战前即已退役，不过依然有少部分一直服役到第二次世界大战后，甚至1960年代。
使用过岸防舰作为本国主力舰的国家包括比利时、荷兰、芬兰、挪威、葡萄牙、希腊、泰国、厄瓜多尔，以及英属殖民地印度和維多利亞州。此外，也有一些国家在自己的正规战列舰之外还部署过岸防舰，包括奥匈帝国、德国、俄国、西班牙、中国、阿根廷、巴西。

## 分类
岸防舰因为各种条约，以及不同的设计意图、实际使用情况，乃至国家尊严等，都有着不同的分类和名称。英国方面将北欧国家的岸防舰称为“沿岸防御船（英語：coast defence ships）”。德国称呼岸防舰为“岸防铁甲舰（德語：Küstenpanzerschiff）”。丹麦将本国的这种船只称为“沿岸防御船（Kystforsvarsskib）”或者“装甲舰（Panserskib）”。挪威与丹麦类似，也叫“装甲舰（Panserskip）”。荷兰称之为“巡洋舰（Kruiser）”、“装甲舰（Pantserschip）”或者“战列舰（Slagschip）”。瑞典一开始将之分类为“一等装甲艇（1:a klass Pansarbåt）”，后来改成“装甲舰（Pansarskepp）”。

## 海军强国的情况
有些国家并没有专门建造岸防舰，而是将一些过时的战列舰或者巡洋舰淘汰后改用作岸防舰。这种老式战列舰通常因为已经接近服役期尾声，舰体及设备老化而不堪参加主力会战，但是依然火力强大、装甲厚重，可以用作沿岸防御和训练。
如英國皇家海軍在第一次世界大战开始时，曾经将4艘威严级前无畏舰部署在亨伯以拱卫本土。类似的，1919年美国海军也将老式的印第安納級戰艦和艾奧瓦（又译爱荷华）级改用作岸防舰。
日本海军也有类似的做法；具体来说是建立一等海防舰以及二等海防舰两类，其中一等海防舰通常就是用旧式主力舰充当。如1921年，将敷島、朝日、三笠等战列舰与一批旧式装甲巡洋舰，以及日俄战争捕获的原俄国军舰改成一等海防舰。

## 部分军舰

### 北欧

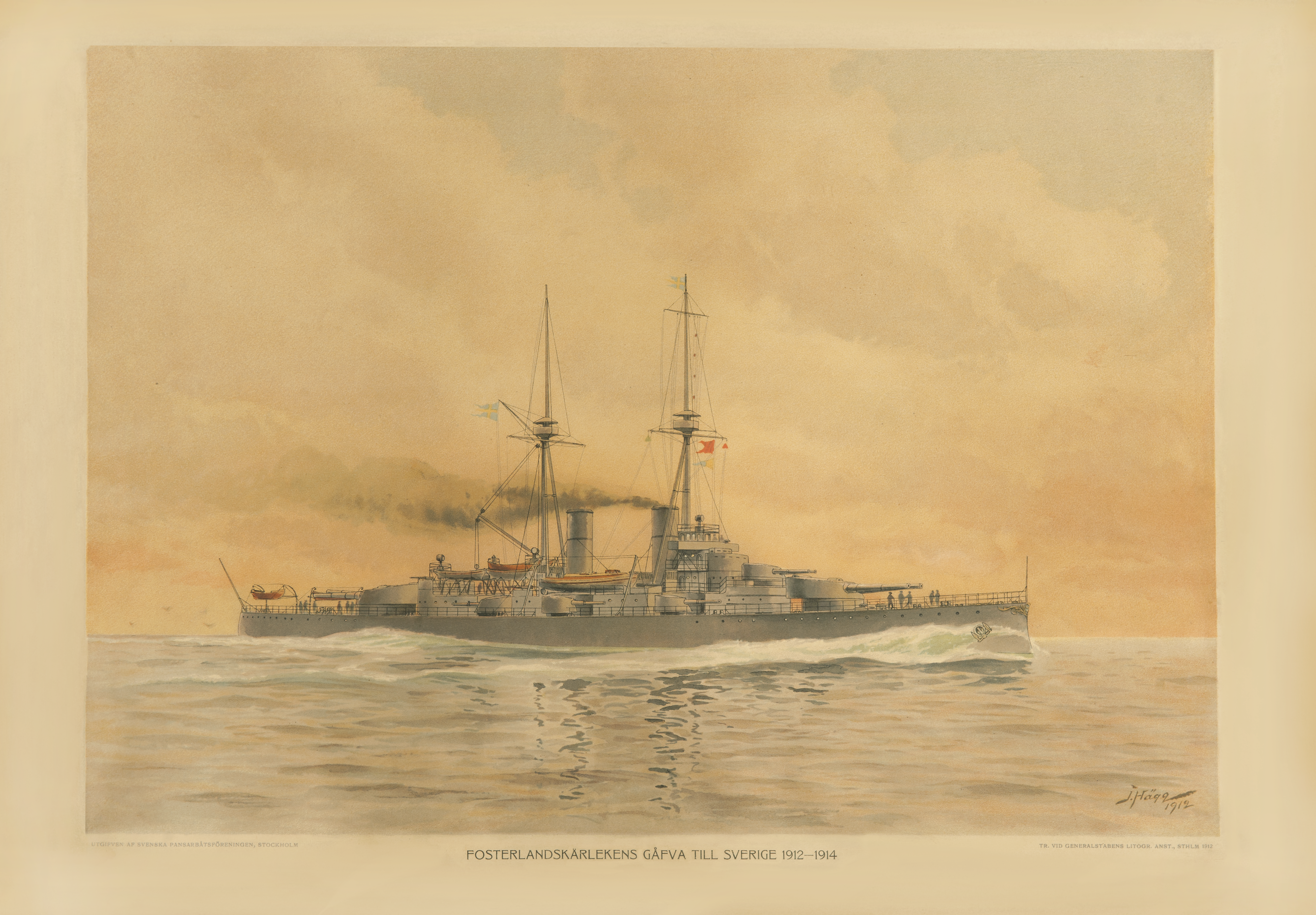
斯维利格号，摄于1912年

瑞典从十九世纪末期开始一直到二十世纪初，建造了一大批不同型号的装甲舰。
- 斯维亚级（英语：Svea-class coastal defence ship），1886年，3200吨级；
- 奥丁级（英语：Oden-class coastal defence ship），1896年，3445吨级；
- 德里斯哥腾号（英语：HSwMS Dristigheten），1900年，3445吨；
- 阿兰级（英语：Äran-class coastal defence ship），1902年，3592吨级；
- 奥斯卡二世号（英语：オスカー2世 (海防戦艦)），1905年，4273吨。

这批装甲舰吨位都在3000-4000吨，体型较小，吃水较浅，但拥有着强大的火力，设计用于在斯堪的纳维亚半岛的沿岸地区作战，目的是要以猛烈火力摧毁所有靠近的相近吨位的敌人，对巡洋舰和小型舰艇有着致命的威胁。除了瑞典之外，挪威、芬兰、丹麦等国也都纷纷建造了类似的装甲舰。
然而1912年起，瑞典开始建造新式的斯维利格级。这级7200吨的军舰追随了当时的军舰设计思想，比起典型的岸防舰有着更为强大的火力和航速；但又依然足够小，可以隐蔽在斯堪的纳维亚地区复杂的峡湾内。不过斯维利格级和以前的岸防舰最大的不同之处在于，其作战条令规定要作为舰队的核心，与巡洋舰、驱逐舰等一同行动，在开阔洋面上进行作战。虽然斯维利格级并无意于挑战海军强国在远洋上的霸权，其作战方针还是防御性的，但依然决心在斯堪的纳维亚半岛的复杂浅水环境中阻击进犯者。

### 俄国

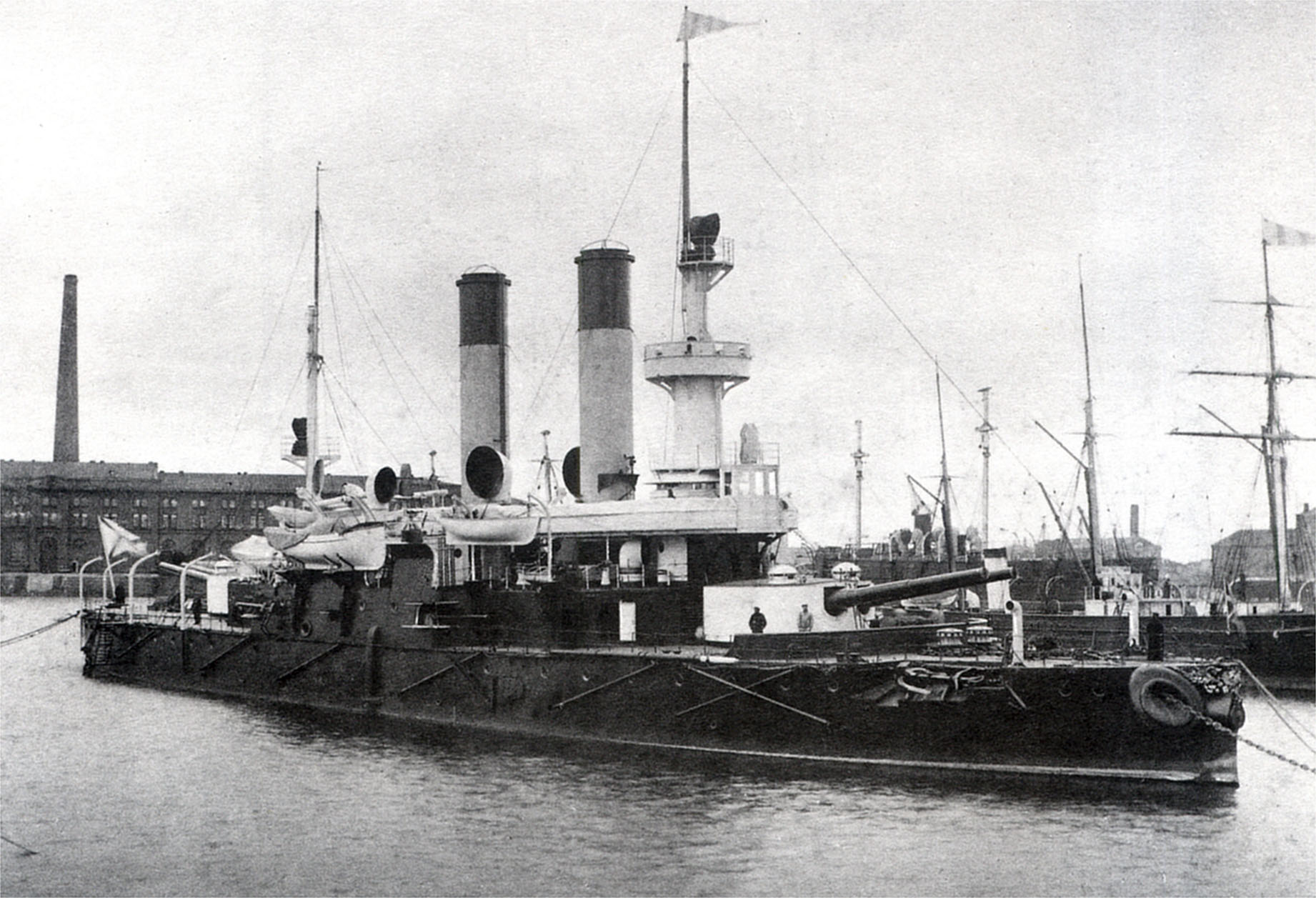
乌沙科夫海军上将号，摄于1897年喀琅施塔得

1890年代，俄罗斯帝国为了抗衡瑞典海军新装备的装甲军舰，也建造了3艘乌沙科夫海军上将级。本级3艘建成后原本都在波罗的海舰队服役，在日俄战争中，齐诺维·罗杰斯特文斯基海军中将受命编成第二太平洋舰队时，认为3艘都不适合进行这种超远航程的行动，而没有考虑进去。不过俄国海军部为了进一步增强远征舰队的实力而又编成第三太平洋舰队，这次把3艘都编列其中。3艘都参加了对马海峡海战，其中乌沙科夫海军上将号在海战中受到鱼雷命中爆炸沉没，谢尼亚文海军上将号和阿普拉克辛海军大将号则随俄国舰队残部向日军投降，日本海军接收两舰后分别改名为见岛和冲岛，划入海防舰类别。

### 德国

奥丁号在鸣炮致敬，版画，1902年

德意志帝国统一后，也曾建造了两级岸防舰齐格弗里德级（1890年，3500吨级）和奥丁级（1893年，3550吨级）用于沿海防卫。
德国海军部其实更希望建造正规的战列舰，以实现德国的海上战略，然而帝国国会更青睐于廉价的岸防舰。由于预算有限，作为妥协，海军同意建造6艘齐格飞级，来换取帝国议会同意拨款建造4艘勃兰登堡级战列舰。
在舰艇设计飞速发展的二十世纪初，这两级军舰刚建造完毕就迅速过时了。1908年3月27日的《第二次海军法令》规定主力舰的服役年限从25年缩短至20年，同时决定开工建造更先进的战列舰来担负进攻性作战任务，而这两级老式岸防舰依然作为沿岸防御使用。1915年，两级先后退居二线。

### 荷兰
荷兰的装甲舰主要用于保卫本国在西印度群岛（荷属安的列斯）和东印度的利益。故此荷兰的装甲舰与北欧国家不同，要求能进行远洋航行，能运载士兵和物资进行两栖行动，并在两栖行动中提供炮火支援。此外由于荷兰在太平洋地区最可能的潜在敌人日本拥有着大量的装甲巡洋舰，这些舰只还需要有足够的火力和装甲，来抗衡日本的装甲巡洋舰。因此这些舰艇更像是迷你战列舰，而不是单纯的岸防舰艇。

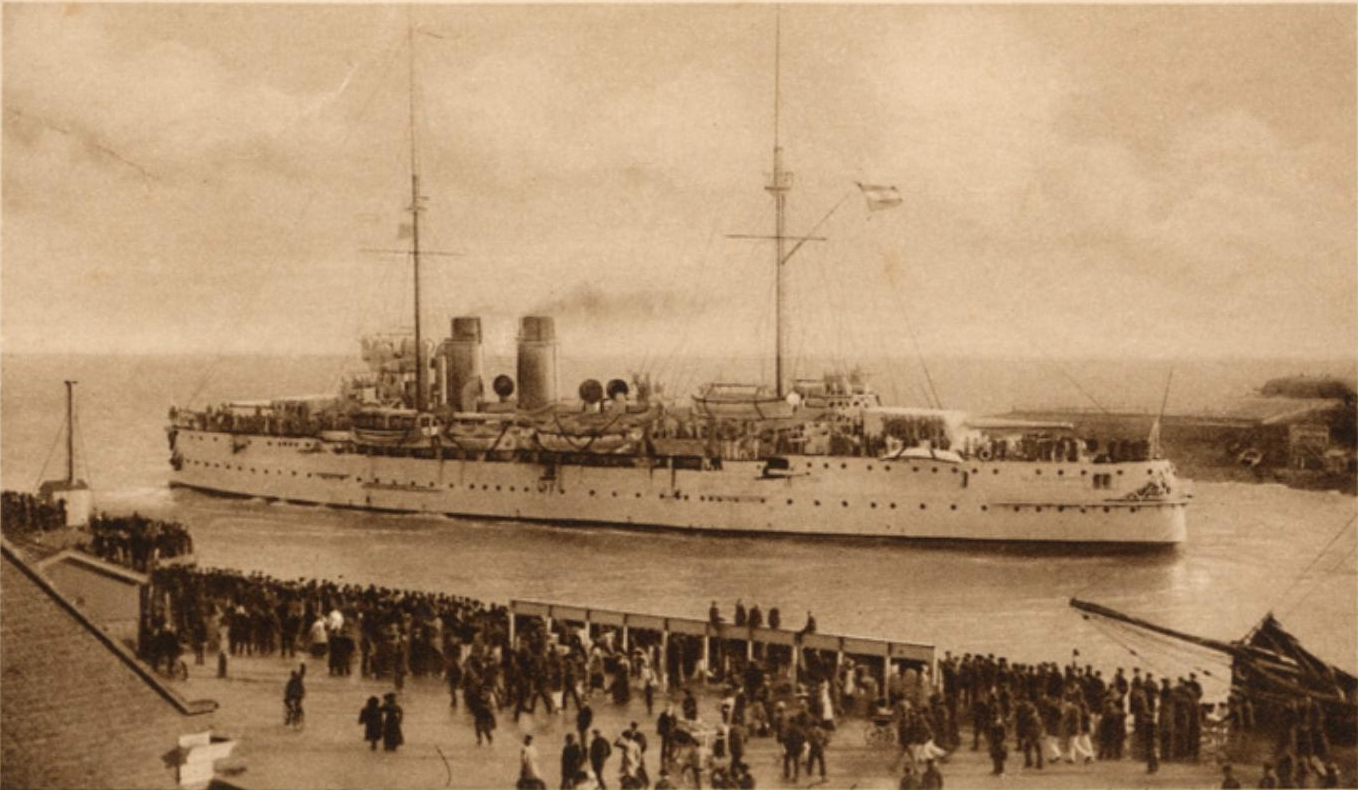
即将离港前往东印度的七省号，摄于1910年

荷兰的装甲舰为了满足作战要求，大多都在5000-6000吨。荷兰建造的最后一艘装甲舰七省号1909年下水。此后荷兰海军部计划组建一支由无畏舰组成的两栖舰队来代替装甲舰；然而随着第一次世界大战的爆发，这种野心勃勃的计划随之束之高阁。1930年代，荷兰重新翻出这个计划，打算在德国的帮助下建造一支以快速战列舰为主的舰队，不过不久第二次世界大战爆发，计划再次破灭。七省号一直在荷兰海军中服役，直到太平洋战争爆发，日军飞机将其击沉。

### 中国

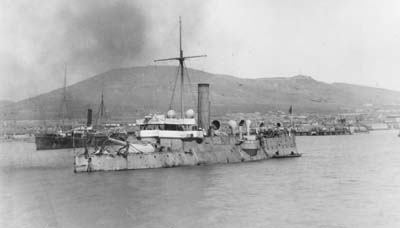
平远号岸防装甲舰

北洋水师的平遠艦，是中国自行建造的第一艘全钢甲军舰，属于岸防装甲舰。1885年7月4日，船政大臣裴荫森起草奏折、左宗棠、穆图善联名上奏，希望借鉴法国1885年设计的1690吨黄泉Achéron级小型装甲舰，拨款由福建船政局建造一型3艘装甲舰，首舰定名龙威。由于李鸿章的反对，也由于船政局第一次完全自行建造这种吨位的大船，问题不断，故此级实际只建造了一艘。龙威的防护能力与所参考的黄泉级相近，由于使用蚊子船船型，加上吨位较大，机动性不佳。武装上也大体仿照了黄泉级，但与黄泉级不同的是，龙威安装了水下冲角。龙威建成加入北洋水师后，李鸿章要求根据北洋命名规则改名；最初拟定的名字为“驭远”，但因与南洋水师军舰重名，裴荫森建议改名“平远”，遂定此名。
平远建成服役后，由于舰型落后，在北洋水师中一直作为二线军舰使用，平日颇受排挤。但在黄海海战（又称大东沟海战）平远官兵奋勇作战，命中日军松島数发，使其主炮瘫痪。甲午战争结束后，平远随北洋水师残余舰艇向日军投降，并由日军接收，但保留原名。其后平远随日军参加日俄战争，1904年9月18日，平远在铁岛附近巡逻时，遭遇暴风雨，而与同队其他舰只失去联系。在风雨中，07:45平远触雷，这艘曾经代表着中国最高造舰水平的军舰，就此沉没。

### 泰国

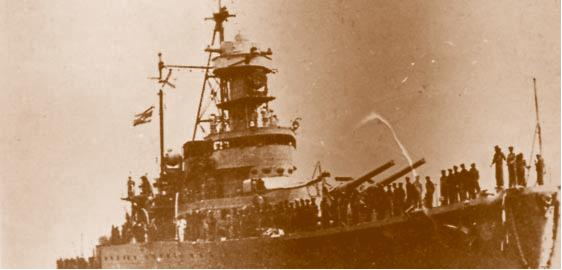
吞武里号，摄于1941年，大象島海戰4天前

泰国作为二战前亚洲为数不多的独立国家之一，为了抗衡法国远东舰队，而于1934年的泰国海军扩张计划中，向日本订购了两艘吞武里级岸防舰。吞武里级排水量2000吨，基本是1000吨级的拉特讷科辛级炮舰的放大版。
虽然吞武里级排水量只有2000吨，但依然足以成为泰国皇家海军的主力舰。二战德国迅速击败法国、成立維希政府后，泰国认为收复失地的时机已到，于是向法屬印度支那发动进攻。1941年大象島海戰爆发，此役法国海军组成一支临时舰队攻击泰国海军。虽然此时的法国海军实力早已损失大半，但这支临时拼凑的舰队依然比起弱小的泰国海军要强大得多，其旗舰轻巡洋舰拉莫特皮凯号标准排水量7250吨，比整场战斗泰国海军参战舰艇吨位加起来都还要大。泰国海军奋力还击，但终因实力悬殊而惨败，吞武里号重创搁浅。

### 阿根廷

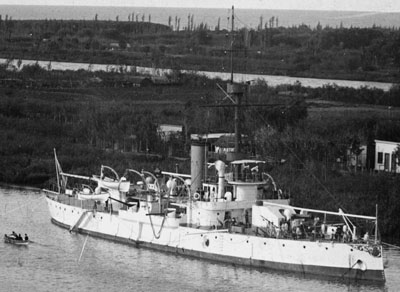
阿根廷海军独立号

阿根廷海军曾经在1870年向英国订购了两艘1500吨的埃尔普拉塔级浅水重炮舰，主要用作岸防浅水重炮舰。不久阿根廷和邻国智利关系恶化，两国展开了军备竞赛。1887年，智利购入了6900吨的铁甲舰普拉特船长号，一举扩大了自己对阿根廷的优势；面对着智利海军的挑战，埃尔普拉塔级已经难以满足阿根廷海军的需求，于是阿根廷1890年又从法国购买了两艘2300吨的独立级以进一步充实自己的实力。阿根廷海军在获得这两艘军舰后将其分类为内河战列舰（西班牙語：Acorazado de Río）。
1902年，阿根廷和智利两国的海军竞赛曾经一度得到缓和，因此阿根廷没有进一步的添购内河战列舰或者岸防舰的计划。然而随着巴西因为二十世纪初的经济好转（“咖啡经济”和“橡胶繁荣”），提出了一项庞大的海军扩军计划，其中包括添购正规战列舰的内容。这一举措刺激了阿根廷，使得阿根廷立即宣布跟进，购买两艘新式的无畏舰利瓦达维亚级，标准排水量达到了27500吨。由此使得拉美的军备竞赛进入了无畏舰时代，此后阿根廷再也没有考虑过老旧的岸防舰。
独立级两舰分别在阿根廷海军中服役到1948和1947年。其后两舰先后转入阿根廷海岸卫队，直到1968年才退役。

### 巴西
巴西海军早期也大量使用铁甲舰作为岸防用途。1898年，巴西向法国订购了两艘3160吨的迪奥多罗元帅级。
十九世纪末的巴西内部局势长期动乱，因此在海军建设方面逐渐被邻国阿根廷和智利赶超。两国虽然在1902年和解，暂停了海军竞赛，但依然保有着大量的作战舰艇，相比之下巴西海军已经远远落后于其邻居。随着巴西内部局势稍稳，另一方面十九世纪末、二十世纪初国际市场对咖啡和橡胶的需求猛增，巴西经济开始恢复（“咖啡经济”和“橡胶繁荣”），巴西政府开始宣布了一项空前的扩军计划，而巴西自负于要成为国际大国，因此这一项计划从一开始就没有考虑岸防舰。巴西的这一举措严重刺激了其邻居，南美再次展开了新的海军竞赛，但由于巴西购入的无畏舰，使得岸防舰已经失去了意义，从此南美各国再也没购置过岸防舰。

### 引用
1. ↑  Albert Röhr:Handbuch der deutschen Marinegeschichte. Publisher Gerhard Stalling. Oldenburg/Hamburg 1963. p. 161
2. ↑  海战事典.2，第6頁.
3. ↑  Burt, pp=130-136
4. ↑  #DANFS Williamson
5. ↑  #DANFS Iowa
6. ↑  #達大正10年9月p.1『達第百六十四號　艦艇類別等級別表中左ノ通改正ス　大正十年九月一日　海軍大臣男爵 加藤友三郎｜戰艦ノ欄内「敷島、朝日、三笠、肥前、」ヲ、巡洋艦一等ノ欄内「淺間、常磐、八雲、吾妻、磐手、出雲、春日、日進」ヲ、同二等ノ欄内「千歳、須磨、明石、新高、對馬、」ヲ削ル|海防艦一等ノ欄内「周防」ノ次ニ「、敷島、朝日、三笠、肥前、淺間、常磐、八雲、吾妻、磐手、出雲、春日、日進」ヲ、同二等ノ欄内「武藏」ノ次ニ「、千歳、須磨、明石、新高、對馬」ヲ加フ』
7. ↑  Captain Peter Hore, Battleships, p. 115.
8. ↑  #海軍制度沿革(巻8、1940)第199コマ『◎戰利軍艦石見壹岐沖島見島命名ノ件　明治三十八年六月六日(達七三)　戰利軍艦「アリヨール」外三隻左ノ通命名セラル｜戰艦「アリヨール」 石見|戰艦「インペラートルニコライ」第一世 壹岐|海防艦「ゲネラルアドミラル、アプラキシン」 沖島|海防艦「アドミラル、セニヤーウヰン」 見島』
9. ↑  德国海军的崛起, p.173
10. ↑  Gardiner & Gray, p=135
11. ↑  陈悦, p.213
12. ↑  陈悦, p.218
13. ↑  陈悦, p.220
14. ↑  陈悦, p.223
15. ↑  陈悦, p.227
16. ↑  欧州海戦記, pp. 90-102
17. ↑  Scheina, Naval History, 46.
18. ↑  Love, Revolt, 14; Scheina, Naval History, 80.